# Дуб Гірницький
Дуб Гірницький — ботанічна пам'ятка природи місцевого значення. Об'єкт розташований на території міста Сніжне Донецької області, .
Площа — 0,01 га, статус отриманий у 2013 році.